# Álbuns mais vendidos nos Estados Unidos

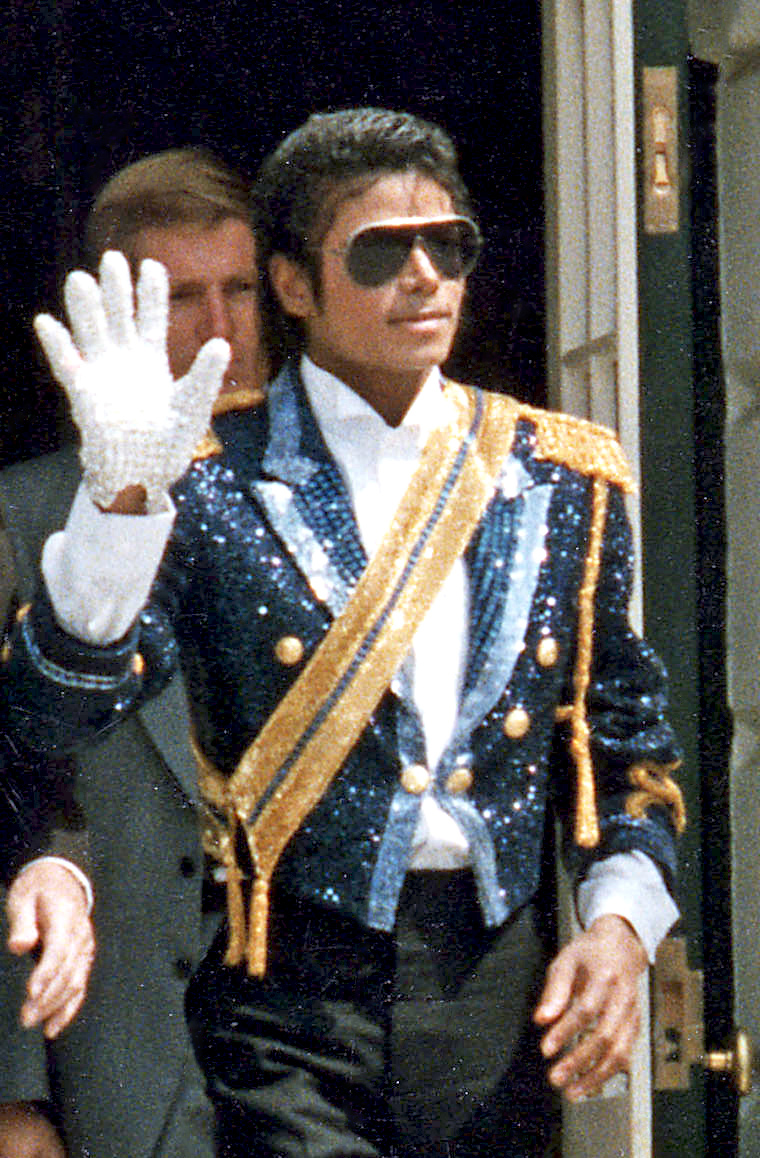
Michael Jackson está na lista de álbuns de maior sucesso na história dos Estados Unidos com Thriller.

Esta é uma lista dos álbuns mais vendidos nos Estados Unidos com base nas certificações emitidas pela Recording Industry Association of America - RIAA desde 1952 até nos dias de hoje. Os critérios estabelecidos pela associação são os melhores álbuns da história do país o qual começam com vendas mínimas de 5 milhões de cópias. Nessa página os títulos estão separados em cada seção cujo primeiro é de 20 a 29 milhões e o último está entre 5 e 6 milhões. Esta lista contém qualquer tipo de álbum incluindo os de estúdios, greatest hits, compilação, ao vivo, vários artistas, trilhas sonoras e discos de remixes.
Na primeira posição aparece o grupo Eagles com o disco Their Greatest Hits (1971–1975), lançado em 1976, com mais de 38 milhões de exemplares. Com 33 milhões de unidades, ocupa a segunda colocação o cantor Michael Jackson com seu álbum Thriller, este lançado em 1982. Em terceiro no ranking está a banda Led Zeppelin com o álbum Led Zeppelin IV com 23 milhões de cópias comercializadas nos EUA. E a quarta posição é do Pink Floyd e seu disco The Wall com os mesmos 23 milhões.

## 20 a 33 milhões
| Ano  | Artista         | Álbum                           | Gravadora         | Vendas     |
| ---- | --------------- | ------------------------------- | ----------------- | ---------- |
| 1976 | Eagles          | Their Greatest Hits (1971–1975) | Asylum            | 38 milhões |
| 1982 | Michael Jackson | Thriller                        | Epic Records      | 33 milhões |
| 1971 | Led Zeppelin    | Led Zeppelin IV                 | Atlantic          | 23 milhões |
| 1979 | Pink Floyd      | The Wall                        | Columbia/Capitol  | 23 milhões |
| 1980 | AC/DC           | Back in Black                   | Atlantic          | 22 milhões |
| 1998 | Garth Brooks    | Double Live                     | Capitol Nashville | 21 milhões |
| 1985 | Billy Joel      | Greatest Hits                   | Columbia          | 21 milhões |
| 1997 | Shania Twain    | Come On Over                    | Mercury Nashville | 20 milhões |

## 15 a 19 milhões
| Ano  | Artista               | Álbum                           | Gravadora         | Vendas     |
| ---- | --------------------- | ------------------------------- | ----------------- | ---------- |
| 1968 | The Beatles           | The Beatles                     | Apple             | 19 milhões |
| 1977 | Fleetwood Mac         | Rumours                         | Warner Bros.      | 19 milhões |
| 1987 | Guns N' Roses         | Appetite for Destruction        | Geffen            | 18 milhões |
| 1976 | Boston                | Boston                          | Epic Records      | 17 milhões |
| 1992 | Whitney Houston       | The Bodyguard                   | Arista            | 17 milhões |
| 1990 | Garth Brooks          | No Fences                       | Capitol Nashville | 17 milhões |
| 1973 | The Beatles           | 1967–1970                       | Capitol           | 16 milhões |
| 1976 | Eagles                | Hotel California                | Asylum            | 16 milhões |
| 1995 | Alanis Morissette     | Jagged Little Pill              | Maverick          | 16 milhões |
| 1974 | Elton John            | Greatest Hits (Elton John 1974) | Polydor           | 16 milhões |
| 1994 | Hootie & the Blowfish | Cracked Rear View               | Atlantic          | 16 milhões |
| 1975 | Led Zeppelin          | Physical Graffiti               | Swan Song         | 16 milhões |
| 1973 | The Beatles           | The Beatles 1967–1970           | Capitol           | 15 milhões |
| 1973 | Pink Floyd            | The Dark Side of the Moon       | Capitol           | 15 milhões |
| 1988 | Journey               | Greatest Hits                   | Columbia          | 15 milhões |
| 1991 | Metallica             | Metallica                       | Elektra           | 15 milhões |
| 1977 | Bee Gees              | Saturday Night Fever            | RSO               | 15 milhões |
| 1999 | Santana               | Supernatural                    | Arista            | 15 milhões |
| 1984 | Bruce Springsteen     | Born in the U.S.A.              | Columbia          | 15 milhões |

## 10 a 14 milhões
| Ano  | Artista                         | Álbum                                 | Gravadora                      | Vendas       |
| ---- | ------------------------------- | ------------------------------------- | ------------------------------ | ------------ |
| 1999 | Britney Spears                  | ...Baby One More Time                 | Jive                           | 14 milhões   |
| 1972 | Simon & Garfunkel               | Simon and Garfunkel's Greatest Hits   | Columbia                       | 14 milhões   |
| 1991 | Garth Brooks                    | Ropin' the Wind                       | Capitol Nashville              | 14 milhões   |
| 1977 | Meat Loaf                       | Bat Out of Hell                       | Epic Records                   | 14 milhões   |
| 1997 | Backstreet Boys                 | Backstreet Boys                       | Jive                           | 14 milhões   |
| 1991 | Pearl Jam                       | Ten                                   | Epic Records                   | 13 milhões   |
| 1984 | Prince                          | Purple Rain                           | Warner Bros.                   | 13 milhões   |
| 1999 | Backstreet Boys                 | Millennium                            | Jive                           | 13 milhões   |
| 1985 | Whitney Houston                 | Whitney Houston                       | Arista                         | 13 milhões   |
| 1978 | Steve Miller Band               | Greatest Hits 1974–78                 | Capitol                        | 13 milhões   |
| 1986 | Bruce Springsteen               | Live/1975–85                          | Columbia                       | 13 milhões   |
| 1969 | Led Zeppelin                    | Led Zeppelin II                       | Atlantic                       | 12 milhões   |
| 1986 | Bon Jovi                        | Slippery When Wet                     | Mercury Records                | 12 milhões   |
| 1987 | Def Leppard                     | Hysteria                              | Mercury Records                | 12 milhões   |
| 1985 | Phil Collins                    | No Jacket Required                    | Atlantic                       | 12 milhões   |
| 1992 | Kenny G                         | Breathless                            | Arista                         | 12 milhões   |
| 1995 | Jewel                           | Pieces of You                         | Atlantic                       | 12 milhões   |
| 1994 | Vários artistas                 | Forrest Gump                          | Epic Records                   | 12 milhões   |
| 1998 | Dixie Chicks                    | Wide Open Spaces                      | Monument                       | 12 milhões   |
| 1996 | Matchbox Twenty                 | Yourself or Someone Like You          | Atlantic                       | 12 milhões   |
| 1972 | The Rolling Stones              | Hot Rocks 1964–1971                   | London                         | 12 milhões   |
| 1995 | Shania Twain                    | The Woman in Me                       | Mercury Nashville              | 12 milhões   |
| 1969 | The Beatles                     | Abbey Road                            | Apple                          | 12 milhões   |
| 1980 | Kenny Rogers                    | Greatest Hits                         | Liberty                        | 12 milhões   |
| 2011 | Adele                           | 21                                    | Columbia Records/XL Recordings | 12 milhões   |
| 1994 | Boyz II Men                     | II                                    | Motown                         | 12 milhões   |
| 1998 | Kid Rock                        | Devil Without a Cause                 | Atlantic                       | 11 milhões   |
| 1980 | Aerosmith                       | Greatest Hits                         | Columbia                       | 11 milhões   |
| 1987 | Vários artistas                 | Dirty Dancing                         | RCA                            | 11 milhões   |
| 2003 | Outkast                         | Speakerboxxx/The Love Below           | LaFace, Arista                 | 11 milhões   |
| 1982 | Eagles                          | Eagles Greatest Hits, Vol. 2          | Asylum                         | 11 milhões   |
| 1997 | Vários artistas                 | Titanic                               | Epic Records                   | 11 milhões   |
| 2002 | Shania Twain                    | Up!                                   | Mercury Nashville              | 11 milhões   |
| 1999 | Creed                           | Human Clay                            | Wind-up Records                | 11 milhões   |
| 1994 | TLC                             | CrazySexyCool                         | LaFace                         | 11 milhões   |
| 1976 | James Taylor                    | Greatest Hits                         | Warner Bros.                   | 11 milhões   |
| 1973 | Led Zeppelin                    | Houses of the Holy                    | Atlantic                       | 11 milhões   |
| 1996 | Celine Dion                     | Falling Into You                      | Epic Records                   | 11 milhões   |
| 1967 | The Beatles                     | Sgt. Pepper's Lonely Hearts Club Band | Capitol                        | 11 milhões   |
| 1991 | Nirvana                         | Nevermind                             | Geffen Records                 | 10.5 milhões |
| 1989 | Garth Brooks                    | Garth Brooks                          | Capitol                        | 10 milhões   |
| 1994 | Green Day                       | Dookie                                | Reprise Records                | 10 milhões   |
| 1967 | Patsy Cline                     | Patsy Cline's Greatest Hits           | Decca                          | 10 milhões   |
| 1997 | The Notorious B.I.G.            | Life After Death                      | Bad Boy Records/Arista         | 10 milhões   |
| 1992 | Eric Clapton                    | Unplugged                             | Reprise Records                | 10 milhões   |
| 1993 | Tom Petty and the Heartbreakers | Greatest Hits                         | MCA                            | 10 milhões   |
| 1994 | Vários artistas                 | The Lion King                         | Disneyland                     | 10 milhões   |
| 1995 | No Doubt                        | Tragic Kingdom                        | Trauma Records                 | 10 milhões   |
| 2002 | Norah Jones                     | Come Away With Me                     | Blue Note                      | 10 milhões   |
| 1977 | Billy Joel                      | The Stranger                          | Columbia                       | 10 milhões   |
| 1998 | *NSYNC                          | *NSYNC                                | RCA                            | 10 milhões   |
| 1997 | Celine Dion                     | Let's Talk About Love                 | Epic Records                   | 10 milhões   |
| 1983 | Lionel Richie                   | Can't Slow Down                       | Motown                         | 10 milhões   |
| 1976 | Doobie Brothers                 | Best of The Doobies                   | Warner Bros.                   | 10 milhões   |
| 1967 | The Doors                       | The Doors (álbum)                     | Elektra                        | 10 milhões   |
| 1990 | MC Hammer                       | Please Hammer, Don't Hurt 'Em         | Capitol                        | 10 milhões   |
| 1985 | The Doors                       | The Best of The Doors                 | Elektra                        | 10 milhões   |
| 1983 | Def Leppard                     | Pyromania                             | Mercury Records                | 10 milhões   |
| 1999 | Dixie Chicks                    | Fly                                   | Monument Records               | 10 milhões   |
| 1997 | Garth Brooks                    | Sevens                                | Capitol Nashville              | 10 milhões   |
| 2000 | Linkin Park                     | Hybrid Theory                         | Warner Bros.                   | 10 milhões   |
| 1978 | Van Halen                       | Van Halen                             | Warner Bros.                   | 10 milhões   |
| 1984 | Van Halen                       | 1984                                  | Warner Bros.                   | 10 milhões   |
| 2004 | Usher                           | Confessions                           | Arista                         | 10 milhões   |
| 1987 | U2                              | The Joshua Tree                       | Island                         | 10 milhões   |
| 2000 | The Beatles                     | 1                                     | Capitol                        | 10 milhões   |
| 1990 | Led Zeppelin                    | Led Zeppelin                          | Atlantic                       | 10 milhões   |
| 1994 | Garth Brooks                    | The Hits                              | Liberty Records                | 10 milhões   |
| 2000 | Britney Spears                  | Oops! I Did It Again                  | Jive                           | 10 milhões   |
| 1993 | Mariah Carey                    | Music Box                             | Columbia                       | 10 milhões   |
| 1995 | Mariah Carey                    | Daydream                              | Columbia                       | 10 milhões   |
| 1987 | George Michael                  | Faith                                 | Columbia                       | 10 milhões   |
| 1983 | ZZ Top                          | Eliminator                            | Warner Bros.                   | 10 milhões   |
| 1976 | Stevie Wonder                   | Songs in the Key of Life              | Motown                         | 10 milhões   |
| 1984 | Madonna                         | Like a Virgin                         | Sire                           | 10 milhões   |
| 1971 | Carole King                     | Tapestry                              | ODE                            | 10 milhões   |
| 1990 | Madonna                         | The Immaculate Collection             | Sire                           | 10 milhões   |
| 1984 | Bob Marley & The Wailers        | Legend                                | Island                         | 10 milhões   |
| 1987 | Michael Jackson                 | Bad                                   | Epic                           | 10 milhões   |
| 2008 | Taylor Swift                    | Fearless                              | Big Machine Records            | 10 milhões   |

## 7 a 9 milhões
| Ano  | Artista                      | Álbum                                                   | Gravadora                   | Vendas    |
| ---- | ---------------------------- | ------------------------------------------------------- | --------------------------- | --------- |
| 1973 | John Denver                  | John Denver's Greatest Hits                             | RCA                         | 9 milhões |
| 2000 | Nelly                        | Country Grammar                                         | Universal Music             | 9 milhões |
| 2000 | Eminem                       | The Marshall Mathers LP                                 | Interscope Records          | 9 milhões |
| 1986 | Beastie Boys                 | Licensed to Ill                                         | Columbia                    | 9 milhões |
| 1985 | Dire Straits                 | Brothers in Arms                                        | Warner Brothers             | 9 milhões |
| 1981 | Journey                      | Escape                                                  | Columbia                    | 9 milhões |
| 1957 | Elvis Presley                | Elvis Christmas Album                                   | RCA                         | 9 milhões |
| 1987 | Whitney Houston              | Whitney                                                 | Arista Records              | 9 milhões |
| 2015 | Adele                        | 25                                                      | XL Recordings               | 9 milhões |
| 1980 | REO Speedwagon               | Hi Infidelity                                           | Epic                        | 9 milhões |
| 1992 | Billy Ray Cyrus              | Some Gave All                                           | Mercury                     | 9 milhões |
| 1965 | Vários artistas              | The Great Band Era                                      | RCA Victor                  | 9 milhões |
| 1992 | Garth Brooks                 | The Chase                                               | Liberty                     | 9 milhões |
| 1991 | Boyz II Men                  | Cooleyhighharmony                                       | Motown                      | 9 milhões |
| 1996 | Tupac Shakur                 | All Eyez on Me                                          | Interscope Records          | 9 milhões |
| 1995 | The Smashing Pumpkins        | Mellon Collie and the Infinite Sadness                  | Virgin                      | 9 milhões |
| 1991 | Vários artistas              | Top Gun                                                 | Colombia                    | 9 milhões |
| 1984 | Vários artistas              | Footloose                                               | Columbia                    | 9 milhões |
| 1992 | Ace of Base                  | Happy Nation                                            | Warner Bros.                | 9 milhões |
| 1998 | Tupac Shakur                 | Greatest Hits                                           | Death Row Records           | 9 milhões |
| 1997 | Will Smith                   | Big Willie Style                                        | Columbia                    | 9 milhões |
| 1990 | Mariah Carey                 | Mariah Carey                                            | Colombia                    | 9 milhões |
| 2002 | Eminem                       | The Eminem Show                                         | Aftermath                   | 9 milhões |
| 2010 | Katy Perry                   | Teenage Dream                                           | Capitol Records             | 9 milhões |
| 2014 | Taylor Swift                 | 1989                                                    | Big Machine Records         | 9 milhões |
| 1999 | Christina Aguilera           | Christina Aguilera                                      | RCA Records                 | 8 milhões |
| 2000 | Backstreet Boys              | Black & Blue                                            | Jive Records                | 8 milhões |
| 1991 | U2                           | Achtung Baby                                            | Island Records              | 8 milhões |
| 1994 | Bob Seger                    | Greatest Hits                                           | Capitol                     | 8 milhões |
| 1971 | Fleetwood Mac                | Greatest Hits                                           | Mike Vernon                 | 8 milhões |
| 2005 | Nickelback                   | All the Right Reasons                                   | Roadrunner                  | 8 milhões |
| 1988 | New Kids on the Block        | Hangin' Tough                                           | Columbia                    | 8 milhões |
| 1995 | George Strait                | Strait Out of the Box                                   | MCA                         | 8 milhões |
| 1992 | Stone Temple Pilots          | Core                                                    | Atlantic                    | 8 milhões |
| 1983 | The Police                   | Synchronicity                                           | A&M                         | 8 milhões |
| 1991 | Michael Bolton               | Time, Love & Tenderness                                 | Columbia                    | 8 milhões |
| 1981 | Queen                        | Greatest Hits                                           | EMI/Parlophone              | 8 milhões |
| 1979 | Michael Jackson              | Off the Wall                                            | Epic                        | 8 milhões |
| 1977 | The Beatles                  | Anthology 1                                             | Capitol                     | 8 milhões |
| 1994 | Kenny G                      | Miracles: The Holiday Album                             | Arista                      | 8 milhões |
| 2000 | Vários artistas              | O Brother, Where Art Thou?                              | Lost Wighway                | 8 milhões |
| 1987 | Whitesnake                   | Whitesnake                                              | EMI                         | 8 milhões |
| 1996 | Toni Braxton                 | Secrets                                                 | LaFace                      | 8 milhões |
| 1998 | Lauryn Hill                  | The Miseducation of Lauryn Hill                         | Columbia                    | 8 milhões |
| 1971 | The Doors                    | L.A. Woman                                              | Elektra                     | 8 milhões |
| 1969 | Led Zeppelin                 | Led Zeppelin                                            | Atlantic                    | 8 milhões |
| 1976 | Creedence Clearwater Revival | Chronicle, Vol. 1                                       | Fantasy Records             | 8 milhões |
| 1970 | Simon & Garfunkel            | Bridge over Troubled Water                              | Columbia                    | 8 milhões |
| 1994 | Live                         | Throwing Copper                                         | Radioactive                 | 8 milhões |
| 1999 | Faith Hill                   | Breathe                                                 | Warner Bros.                | 8 milhões |
| 1993 | Toni Braxton                 | Toni Braxton                                            | LaFace                      | 8 milhões |
| 1996 | Sarah McLachlan              | Surfacing                                               | Arista Records              | 8 milhões |
| 1978 | Grease                       | Grease: The Original Soundtrack from the Motion Picture | RSO                         | 8 milhões |
| 1988 | Metallica                    | ...And Justice for All                                  | Elektra                     | 8 milhões |
| 1998 | R. Kelly                     | R.                                                      | Jive                        | 8 milhões |
| 1999 | Destiny's Child              | The Writing's on the Wall                               | Columbia                    | 8 milhões |
| 1993 | Garth Brooks                 | In Pieces                                               | Liberty                     | 8 milhões |
| 1994 | Eagles                       | Hell Freezes Over                                       | Geffen Records              | 8 milhões |
| 1975 | Aerosmith                    | Toys in the Attic                                       | Columbia                    | 8 milhões |
| 2008 | Beyoncé                      | I Am... Sasha Fierce                                    | Columbia Records            | 7 milhões |
| 2003 | Beyoncé                      | Dangerously in Love                                     | Columbia Records            | 7 milhões |
| 2003 | Evanescence                  | Fallen                                                  | Wind-up Records             | 7 milhões |
| 2004 | George Strait                | 50 Number Ones                                          | MCA Nashville               | 7 milhões |
| 1978 | Boston                       | Don't Look Back                                         | Epic                        | 7 milhões |
| 1995 | Michael Jackson              | HIStory: Past, Present and Future – Book I              | Epic                        | 7 milhões |
| 1991 | Michael Jackson              | Dangerous                                               | Epic                        | 7 milhões |
| 1978 | Billy Joel                   | 52nd Street                                             | Columbia                    | 7 milhões |
| 1991 | Ricky Martin                 | Ricky Martin                                            | Sony Music Entertainment    | 7 milhões |
| 1988 | Paula Abdul                  | Forever Your Girl                                       | Virgin                      | 7 milhões |
| 1999 | Limp Bizkit                  | Significant Other                                       | Interscope Records          | 7 milhões |
| 1983 | Huey Lewis and the News      | Sports                                                  | Chrysalis Records           | 7 milhões |
| 1996 | Dave Matthews Band           | Crash                                                   | RCA Records                 | 7 milhões |
| 1979 | AC/DC                        | Highway to Hell                                         | Atlantic Records            | 7 milhões |
| 1989 | Aerosmith                    | Pump                                                    | Geffen                      | 7 milhões |
| 1993 | Aerosmith                    | Get a Grip                                              | Geffen Records              | 7 milhões |
| 1990 | Vanilla Ice                  | To the Extreme                                          | SBK Records                 | 7 milhões |
| 2005 | Carrie Underwood             | Some Hearts                                             | Arista                      | 7 milhões |
| 1973 | Janis Joplin                 | Janis Joplin's Greatest Hits                            | Columbia                    | 7 milhões |
| 1973 | Elton John                   | Goodbye Yellow Brick Road                               | MCA Records                 | 7 milhões |
| 1983 | Billy Joel                   | An Innocent Man                                         | Columbia                    | 7 milhões |
| 1980 | Billy Joel                   | Glass Houses                                            | Columbia                    | 7 milhões |
| 1986 | Madonna                      | True Blue                                               | Sire Records / Warner Bros. | 7 milhões |
| 1982 | Eric Clapton                 | Time Pieces: The Best of Eric Clapton                   | RSO                         | 7 milhões |
| 1974 | Santana                      | Santana's Greatest Hits                                 | Colombia                    | 7 milhões |
| 1994 | The Cranberries              | No Need to Argue                                        | Island                      | 7 milhões |
| 1982 | Foreigner                    | Records                                                 | Atlantic                    | 7 milhões |
| 1993 | Counting Crows               | August and Everything After                             | Geffen Records              | 7 milhões |
| 1973 | The Carpenters               | The Singles: 1969–1973                                  | A&M                         | 7 milhões |
| 1978 | Foreigner                    | Double Vision                                           | Atlantic                    | 7 milhões |
| 1991 | Bonnie Raitt                 | Luck of the Draw                                        | Capitol                     | 7 milhões |
| 1991 | Red Hot Chili Peppers        | Blood Sugar Sex Magik                                   | Warner Music                | 7 milhões |
| 1991 | Natalie Cole                 | Unforgettable... with Love                              | Elektra                     | 7 milhões |
| 1976 | Linda Ronstadt               | Greatest Hits                                           | Asylum                      | 7 milhões |
| 2000 | Enya                         | A Day Without Rain                                      | Warner                      | 7 milhões |
| 1995 | Vários artistas              | Waiting to Exhale                                       | Arista                      | 7 milhões |
| 1979 | Eagles                       | The Long Run                                            | Asylum Records              | 7 milhões |
| 1980 | Eagles                       | Eagles Live                                             | Asylum                      | 7 milhões |
| 2007 | Eagles                       | Long Road Out of Eden                                   | Lost Highway Records        | 7 milhões |
| 1997 | Savage Garden                | Savage Garden                                           | Columbia                    | 7 milhões |
| 1991 | Guns N' Roses                | Use Your Illusion II                                    | Geffen                      | 7 milhões |
| 1997 | Puff Daddy e The Family      | No Way Out                                              | Bad Boy                     | 7 milhões |
| 1995 | Garth Brooks                 | Fresh Horses                                            | Capitol Nashville           | 7 milhões |
| 1988 | Bobby Brown                  | Don't Be Cruel                                          | MCA                         | 7 milhões |
| 1993 | Pearl Jam                    | Vs.                                                     | Epic                        | 7 milhões |
| 1977 | Jackson Browne               | Running on Empty                                        | Asylum                      | 7 milhões |
| 1985 | Jimmy Buffett                | Songs You Know by Heart                                 | MCA                         | 7 milhões |
| 1988 | Bon Jovi                     | New Jersey                                              | Mercury Records             | 7 milhões |
| 1967 | The Doors                    | Strange Days                                            | Elektra                     | 7 milhões |
| 1997 | Spice Girls                  | Spice                                                   | Virgin                      | 7 milhões |
| 1991 | Guns N' Roses                | Use Your Illusion I                                     | Geffen                      | 7 milhões |
| 1970 | Crosby, Stills, Nash & Young | Déjà Vu                                                 | Atlantic Records            | 7 milhões |
| 1999 | Céline Dion                  | All the Way... A Decade of Song                         | Epic                        | 7 milhões |
| 1993 | Sheryl Crow                  | Tuesday Night Music Club                                | A&M                         | 7 milhões |

## 5 a 6 milhões
| Ano  | Artista                            | Álbum                                             | Gravadora                 | Vendas    |
| ---- | ---------------------------------- | ------------------------------------------------- | ------------------------- | --------- |
| 2013 | Beyoncé                            | Beyoncé (álbum)                                   | Columbia Records          | 6 milhões |
| 1988 | Mannheim Steamroller               | A Fresh Aire Christmas                            | American Gramaphone       | 6 milhões |
| 2000 | Tim McGraw                         | Greatest Hits                                     | Curb Records              | 6 milhões |
| 1994 | Tim McGraw                         | Not a Moment Too Soon                             | Curb Records              | 6 milhões |
| 1986 | Van Halen                          | 5150                                              | Warner Bros.              | 6 milhões |
| 1976 | Bob Seger                          | Night Moves                                       | Capitol                   | 6 milhões |
| 1997 | Usher                              | My Way                                            | LaFace Records            | 6 milhões |
| 1984 | Wham!                              | Make It Big                                       | Columbia                  | 6 milhões |
| 1994 | Dave Matthews Band                 | Under the Table and Dreaming                      | RCA                       | 6 milhões |
| 2001 | Vários artistas                    | Now That's What I Call Christmas!                 | Universal                 | 6 milhões |
| 2000 | Shaggy                             | Hot Shot                                          | MCA Records               | 6 milhões |
| 1978 | Bob Seger & The Silver Bullet Band | Stranger in Town                                  | Capitol                   | 6 milhões |
| 1978 | The Rolling Stones                 | Some Girls                                        | Atlantic                  | 6 milhões |
| 1981 | Men at Work                        | Business as Usual                                 | Columbia                  | 6 milhões |
| 1958 | Elvis Presley                      | Elvis Golden Records Vol.1                        | RCA                       | 6 milhões |
| 1992 | George Strait                      | Pure Country                                      | MCA                       | 6 milhões |
| 1975 | Pink Floyd                         | Wish You Were Here                                | Columbia                  | 6 milhões |
| 1975 | Bruce Sprigsteen                   | Born to Run                                       | Columbia                  | 6 milhões |
| 1994 | Stone Temple Pilots                | Purple                                            | Atlantic                  | 6 milhões |
| 2002 | Nelly                              | Nellyville                                        | Universal                 | 6 milhões |
| 2001 | Nickelback                         | Silver Side Up                                    | Roadrunner Records        | 6 milhões |
| 1997 | Third Eye Blind                    | Third Eye Blind                                   | Elektra                   | 6 milhões |
| 1983 | Vários artistas                    | The Big Chill                                     | Motown Records            | 6 milhões |
| 1983 | Quiet Riot                         | Metal Health                                      | Columbia                  | 6 milhões |
| 1986 | Metallica                          | Master of Puppets                                 | Elektra                   | 6 milhões |
| 1996 | LeAnn Rimes                        | Blue                                              | Curb                      | 6 milhões |
| 1983 | Vários artistas                    | Flashdance                                        | Casablanca Records        | 6 milhões |
| 1989 | Milli Vanilli                      | Girl You Know It's True                           | Arista                    | 6 milhões |
| 1996 | Vários artistas                    | Space Jam                                         | Atlantic                  | 6 milhões |
| 1999 | TLC                                | FanMail                                           | LaFace/Arista             | 6 milhões |
| 1989 | Mötley Crüe                        | Dr. Feelgood                                      | Elektra                   | 6 milhões |
| 1989 | Vários artistas                    | The Little Mermaid                                | Walt Disney Records       | 6 milhões |
| 1994 | The Offspring                      | Smash                                             | Epitaph Records           | 6 milhões |
| 2003 | Mannheim Steamroller               | Halloween                                         | American Gramaphone       | 6 milhões |
| 2001 | Creed                              | Weathered                                         | Wind-up Records           | 6 milhões |
| 1991 | Brooks & Dunn                      | Brand New Man                                     | Arista                    | 6 milhões |
| 1989 | Michael Bolton                     | Soul Provider                                     | Columbia Records          | 6 milhões |
| 1994 | Blues Traveler                     | Four                                              | A&M                       | 6 milhões |
| 1989 | Don Henley                         | The End of the Innocence                          | Geffen                    | 6 milhões |
| 1998 | Faith Hill                         | Faith                                             | Warner Bros.              | 6 milhões |
| 1987 | INXS                               | Kick                                              | Atlantic Records          | 6 milhões |
| 2003 | Alan Jackson                       | Greatest Hits Volume II                           | Arista                    | 6 milhões |
| 1992 | Alan Jackson                       | A Lot About Livin'                                | Arista                    | 6 milhões |
| 1989 | Janet Jackson                      | Janet Jackson's Rhythm Nation 1814                | A&M Records               | 6 milhões |
| 1986 | Genesis                            | Invisible Touch                                   | Atlantic Records          | 6 milhões |
| 1993 | Janet Jackson                      | Janet.                                            | Virgin                    | 6 milhões |
| 1967 | The Beatles                        | Magical Mystery Tour                              | Parlophone                | 6 milhões |
| 2004 | Kelly Clarkson                     | Breakaway                                         | RCA                       | 6 milhões |
| 1996 | Fugees                             | The Score                                         | Columbia                  | 6 milhões |
| 1976 | Peter Frampton                     | Frampton Comes Alive!                             | A&M                       | 6 milhões |
| 1997 | Creed                              | My Own Prison                                     | Wind-up Records           | 6 milhões |
| 1974 | Crosby, Stills, Nash & Young       | So Far                                            | Atlantic                  | 6 milhões |
| 1999 | Nat King Cole                      | The Christmas Song                                | Capitol                   | 6 milhões |
| 1993 | Céline Dion                        | The Colour of My Love                             | Columbia Records          | 6 milhões |
| 1984 | Chicago                            | Chicago 17                                        | Warner Bros.              | 6 milhões |
| 1999 | Dr. Dre                            | 2001                                              | Interscope                | 6 milhões |
| 1988 | Tracy Chapman                      | Tracy Chapman                                     | Elektra Records           | 6 milhões |
| 1978 | The Cars                           | The Cars                                          | Elektra                   | 6 milhões |
| 1985 | The Cars                           | Greatest Hits                                     | Elektra                   | 6 milhões |
| 1993 | Melissa Etheridge                  | Yes I Am                                          | Island Records            | 6 milhões |
| 2002 | Dixie Chicks                       | Home                                              | Columbia                  | 6 milhões |
| 2005 | Mariah Carey                       | The Emancipation of Mimi                          | Island                    | 6 milhões |
| 1994 | Bush                               | Sixteen Stone                                     | Trauma                    | 6 milhões |
| 1965 | The Beatles                        | Rubber Soul                                       | EMI                       | 6 milhões |
| 1976 | AC/DC                              | Dirty Deeds Done Dirt Cheap                       | Atlantic                  | 6 milhões |
| 1992 | ABBA                               | ABBA Gold: Greatest Hits                          | Universal Music           | 6 milhões |
| 1993 | R. Kelly                           | 12 Play                                           | Jive                      | 6 milhões |
| 2001 | Alicia Keys                        | Songs in A Minor                                  | Jive                      | 6 milhões |
| 1983 | Cyndi Lauper                       | She's So Unusual                                  | Portrait Records          | 6 milhões |
| 2002 | Avril Lavigne                      | Let Go                                            | Arista Records/Sony BMG   | 6 milhões |
| 1970 | Led Zeppelin                       | Led Zeppelin III                                  | Atlantic                  | 6 milhões |
| 1979 | Led Zeppelin                       | In Through the Out Door                           | Swan Song                 | 6 milhões |
| 2003 | 50 Cent                            | Get Rich or Die Tryin'                            | Interscope                | 6 milhões |
| 2000 | Limp Bizkit                        | Chocolate Starfish and the Hot Dog Flavored Water | Interscope                | 6 milhões |
| 1981 | Foreigner                          | 4                                                 | Atlantic                  | 6 milhões |
| 2000 | 3 Doors Down                       | The Better Life                                   | Republic                  | 6 milhões |
| 1995 | Alan Jackson                       | The Greatest Hits Collection                      | Arista                    | 6 milhões |
| 1983 | Journey                            | Frontiers                                         | Columbia                  | 6 milhões |
| 2006 | Beyoncé                            | B'Day                                             | Columbia Records          | 5 milhões |
| 2006 | Taylor Swift                       | Taylor Swift                                      | Big Machine Records       | 5 milhões |
| 1990 | Wilson Phillips                    | Wilson Phillips                                   | SBK                       | 5 milhões |
| 1969 | Hank Williams, Jr.                 | Greatest Hits                                     | MGM                       | 5 milhões |
| 1993 | The Cranberries                    | Everybody Else Is Doing It, So Why Can't We?      | Island                    | 5 milhões |
| 2002 | Elvis Presley                      | Elvis: 30 number1 Hits                            | RCA                       | 5 milhões |
| 1990 | C+C Music Factory                  | Gonna Make You Sweat                              | Columbia Records          | 5 milhões |
| 1991 | Spin Doctors                       | Pocket Full of Kryptonite                         | Epic Records              | 5 milhões |
| 2007 | Garth Brooks                       | The Ultimate Hits                                 | Big Machine               | 5 milhões |
| 2001 | Garth Brooks                       | Scarecrow                                         | Capitol Nashville         | 5 milhões |
| 1998 | Vários artistas                    | City of Angels: Music from the Motion Picture     | Warner Bros.              | 5 milhões |
| 1994 | Mariah Carey                       | Merry Christmas                                   | Columbia Records          | 5 milhões |
| 1998 | Mariah Carey                       | Number 1's                                        | Columbia Records          | 5 milhões |
| 2013 | Katy Perry                         | PRISM                                             | Capitol Records           | 5 milhões |
| 1981 | Phil Collins                       | Face Value                                        | Atlantic Records          | 5 milhões |
| 1989 | Chicago                            | Greatest Hits 1982–1989                           | Full Moon/Reprise Records | 5 milhões |
| 1975 | Chicago                            | Chicago IX – Chicago's Greatest Hits              | Columbia                  | 5 milhões |
| 1997 | Mariah Carey                       | Butterfly                                         | Columbia Records          | 5 milhões |
| 1994 | Soundgarden                        | Superunknown                                      | A&M Records               | 5 milhões |
| 1995 | Tracy Chapman                      | New Beginning                                     | Elektra Records           | 5 milhões |
| 2004 | Gretchen Wilson                    | Here for the Party                                | Epic                      | 5 milhões |
| 1995 | Deana Carter                       | Did I Shave My Legs for This?                     | Capitol                   | 5 milhões |
| 1985 | ZZ Top                             | Afterburner                                       | Warner Bros.              | 5 milhões |
| 1970 | Sly & the Family Stone             | Greatest Hits                                     | Epic                      | 5 milhões |
| 1990 | AC/DC                              | The Razors Edge                                   | Albert Productions        | 5 milhões |
| 1985 | Tears For Fears                    | Songs from the Big Chair                          | Mercury                   | 5 milhões |
| 1987 | Aerosmith                          | Permanent Vacation                                | Geffen                    | 5 milhões |
| 1983 | Air Supply                         | Greatest Hits                                     | EMI                       | 5 milhões |
| 1986 | Alabama                            | Greatest Hits                                     | RCA Records               | 5 milhões |
| 1990 | The Black Crowes                   | Shake Your Money Maker                            | Def American              | 5 milhões |
| 1964 | The Beatles                        | Meet the Beatles!                                 | Capitol                   | 5 milhões |
| 1966 | The Beatles                        | Revolver                                          | Parlophone Records        | 5 milhões |
| 2005 | 50 Cent                            | The Massacre                                      | Aftermath                 | 5 milhões |
| 1998 | Alabama                            | For the Record                                    | RCA                       | 5 milhões |
| 1988 | U2                                 | Rattle and Hum                                    | Island Records            | 5 milhões |
| 1982 | Alabama                            | Mountain Music                                    | RCA                       | 5 milhões |
| 1984 | Tina Turner                        | Private Dancer                                    | Capitol Records           | 5 milhões |
| 1974 | Bad Company                        | Bad Company                                       | Swan Song Records         | 5 milhões |
| 1999 | Blink-182                          | Enema of the State                                | MCA Records               | 5 milhões |
| 1993 | Bryan Adams                        | So Far So Good                                    | A&M Records               | 5 milhões |
| 1984 | Bryan Adams                        | Reckless                                          | A&M Records               | 5 milhões |
| 1986 | AC/DC                              | Who Made Who                                      | Albert Productions        | 5 milhões |
| 1980 | Bruce Springsteen                  | The River                                         | Columbia                  | 5 milhões |
| 2001 | Staind                             | Break the Cycle                                   | Elektra Records           | 5 milhões |
| 1987 | Randy Travis                       | Always & Forever                                  | Warner Bros.              | 5 milhões |
| 1993 | Brooks & Dunn                      | Hard Workin' Man                                  | Arista                    | 5 milhões |
| 1973 | Bread                              | The Best of Bread                                 | Elektra                   | 5 milhões |
| 1998 | Brandy                             | Never Say Never                                   | Atlantic                  | 5 milhões |
| 1979 | Van Halen                          | Van Halen II                                      | Warner Music Group        | 5 milhões |
| 1967 | Barbra Streisand                   | A Christmas Album                                 | Columbia                  | 5 milhões |
| 1978 | Barbra Streisand                   | Barbra Streisand's Greatest Hits Vol. 2           | Columbia                  | 5 milhões |
| 1980 | Barbra Streisand                   | Memories                                          | Columbia                  | 5 milhões |
| 1980 | Barbra Streisand                   | Guilty                                            | Columbia                  | 5 milhões |
| 1996 | Sublime                            | Sublime                                           | MCA                       | 5 milhões |
| 1986 | Anita Baker                        | Rapture                                           | Elektra                   | 5 milhões |
| 1983 | Madonna                            | Madonna                                           | Warner Bros.              | 5 milhões |
| 1967 | The Monkees                        | More of The Monkees                               | Colgems Records           | 5 milhões |
| 1966 | The Monkees                        | The Monkees                                       | Colgems Records           | 5 milhões |
| 1993 | Billy Joel                         | River of Dreams                                   | Columbia                  | 5 milhões |
| 1979 | Waylon Jennings                    | Greatest Hits                                     | RCA Victor                | 5 milhões |
| 1998 | Jay-Z                              | Vol. 2... Hard Knock Life                         | Roc-A-Fella, Def Jam      | 5 milhões |
| 2001 | 'N Sync                            | Celebrity                                         | Jive                      | 5 milhões |
| 1986 | Janet Jackson                      | Control                                           | A&M                       | 5 milhões |
| 1977 | Willie Nelson                      | Stardust                                          | Columbia                  | 5 milhões |
| 1996 | Madonna                            | Evita                                             | Warner Bros.              | 5 milhões |
| 1993 | Nirvana                            | In Utero                                          | Geffen                    | 5 milhões |
| 1994 | Nirvana                            | MTV Unplugged in New York                         | DGC                       | 5 milhões |
| 1998 | The Offspring                      | Americana                                         | Columbia Records          | 5 milhões |
| 1985 | Heart                              | Heart                                             | Capitol Records           | 5 milhões |
| 1988 | Guns N' Roses                      | G N' R Lies                                       | Geffen                    | 5 milhões |
| 1994 | Pearl Jam                          | Vitalogy                                          | Epic                      | 5 milhões |
| 1992 | Wynonna Judd                       | Wynonna                                           | MCA/Curb                  | 5 milhões |
| 1996 | Metallica                          | Load                                              | Elektra                   | 5 milhões |
| 1989 | Lynyrd Skynyrd                     | Skynyrd's Innyrds                                 | MCA                       | 5 milhões |
| 1958 | Johnny Mathis                      | Merry Christmas                                   | Columbia Records          | 5 milhões |
| 1993 | Reba McEntire                      | Greatest Hits Volume Two                          | MCA                       | 5 milhões |
| 1998 | Korn                               | Follow the Leader                                 | Epic Records              | 5 milhões |
| 1977 | Elton John                         | Elton John's Greatest Hits Volume II              | Polygram                  | 5 milhões |
| 1993 | Meat Loaf                          | Bat Out of Hell II: Back Into Hell                | MCA                       | 5 milhões |
| 1985 | John Cougar Mellencamp             | Scarecrow                                         | Riva                      | 5 milhões |
| 1982 | John Cougar                        | American Fool                                     | Riva                      | 5 milhões |
| 2001 | Kid Rock                           | Cocky                                             | Lava Records              | 5 milhões |
| 1995 | Natalie Merchant                   | Tigerlily                                         | Elektra Records           | 5 milhões |
| 1986 | Kenny G                            | Duotones                                          | Arista Records            | 5 milhões |
| 1995 | R. Kelly                           | R. Kelly                                          | Jive                      | 5 milhões |
| 1984 | Metallica                          | Ride the Lightning                                | Elektra                   | 5 milhões |
| 1998 | Metallica                          | Garage Inc.                                       | Elektra Records           | 5 milhões |
| 1999 | Metallica                          | S&M                                               | Elektra Records           | 5 milhões |
| 2003 | Josh Groban                        | Closer                                            | Reprise                   | 5 milhões |
| 1989 | Tom Petty                          | Full Moon Fever                                   | MCA                       | 5 milhões |
| 2001 | Pink                               | M!ssundaztood                                     | Arista                    | 5 milhões |
| 1978 | Kenny Rogers                       | The Gambler                                       | United Artists Group      | 5 milhões |
| 2001 | Eagles                             | The Very Best of the Eagles                       | Asylum                    | 5 milhões |
| 1971 | Bob Dylan                          | Bob Dylan's Greatest Hits Vol. II                 | Columbia Records          | 5 milhões |
| 1967 | Bob Dylan                          | Bob Dylan's Greatest Hits                         | Columbia Records          | 5 milhões |
| 1993 | Salt-n-Pepa                        | Very Necessary                                    | Next Plateau Records      | 5 milhões |
| 1999 | DMX                                | ...And Then There Was X                           | Ruff Ryders               | 5 milhões |
| 1970 | Santana                            | Abraxas                                           | Columbia Records          | 5 milhões |
| 1976 | Boz Scaggs                         | Silk Degrees                                      | Columbia                  | 5 milhões |
| 1998 | Céline Dion                        | These Are Special Times                           | Columbia                  | 5 milhões |
| 1980 | Neil Diamond                       | The Jazz Singer                                   | Capitol Records           | 5 milhões |
| 1980 | Bob Seger                          | Against the Wind                                  | Capitol                   | 5 milhões |
| 1976 | Bob Seger                          | Live Bullet                                       | Capitol                   | 5 milhões |
| 1979 | Christopher Cross                  | Christopher Cross                                 | Warner Bros.              | 5 milhões |
| 1986 | Paul Simon                         | Graceland                                         | Warner Bros.              | 5 milhões |
| 1999 | Sisqó                              | Unleash the Dragon                                | Def Jam                   | 5 milhões |
| 1978 | Earth, Wind & Fire                 | The Best of Earth, Wind & Fire, Vol. 1            | ARC/Columbia Records      | 5 milhões |
| 1991 | Enya                               | Shepherd Moons                                    | Reprise Records           | 5 milhões |
| 2007 | Josh Groban                        | Noël                                              | Reprise                   | 5 milhões |
| 2004 | Green Day                          | American Idiot                                    | Reprise                   | 5 milhões |
| 1991 | Amy Grant                          | Heart in Motion                                   | Myrrh/A&M                 | 5 milhões |
| 1988 | Poison                             | Open Up and Say...Ahh!                            | Enigma Records            | 5 milhões |
| 1992 | Vince Gill                         | I Still Believe in You                            | MCA Nashville             | 5 milhões |
| 1986 | The Police                         | Every Breath You Take: The Singles                | A&M                       | 5 milhões |
| 1986 | Peter Gabriel                      | So                                                | Geffen                    | 5 milhões |
| 1973 | Elvis Presley                      | Aloha from Hawaii                                 | RCA                       | 5 milhões |
| 1979 | Foreigner                          | Head Games                                        | Atlantic                  | 5 milhões |
| 1977 | Foreigner                          | Foreigner                                         | Rock, Hard rock           | 5 milhões |
| 1997 | Fleetwood Mac                      | The Dance                                         | Reprise                   | 5 milhões |
| 1989 | Bonnie Raitt                       | Nick of Time                                      | Capitol                   | 5 milhões |
| 2004 | Rascal Flatts                      | Feels Like Today                                  | Lyric Street              | 5 milhões |
| 1975 | Fleetwood Mac                      | Fleetwood Mac                                     | Reprise                   | 5 milhões |
| 1999 | Red Hot Chili Peppers              | Californication                                   | Warner Bros.              | 5 milhões |
| 1989 | Skid Row                           | Skid Row                                          | Atlantic                  | 5 milhões |